# ボダ・イムレ
ボダ・イムレ（ハンガリー語: Boda Imre、1961年10月10日 - ）は、ハンガリーの元サッカー選手、現サッカー指導者。元ハンガリー代表。選手時代のポジションはFW。

## クラブ歴
MTKブダペストFCの下部組織出身。1980年にトップチームに合流し、190試合に出場した。1988年の冬にヴァシャシュFCに移籍。
同年7月、ギリシャ1部のASオリンピアコス・ヴォル1937に加入し2シーズン在籍した。1988-89シーズンには20得点をあげ、リーグ得点王に輝いた。しかしながら1989-90シーズン終了と共にクラブは2部降格が決まりOFIクレタに彼は移籍した。だが1991年12月に2部であるベータ・エスニキに所属するオリンピアコス・ヴォロウに復帰した。
1993年にプダペシュティVSCに移籍しハンガリーに復帰、10月の試合出場を以て選手としての出場は終った。

## 代表歴
代表初出場は1986年10月15日のオランダ代表戦で、初得点は同年11月12日のギリシャ代表戦であった。1990 FIFAワールドカップ・ヨーロッパ予選2試合を含む8試合に出場した。

## タイトル

### クラブ
MTKブダペスト
- ネムゼティ・バイノクシャーグI: 1986-87

### 個人
- アルファ・エスニキ得点王: 1988-89